# Anunciación
Anunciación  è un nome proprio di persona spagnolo femminile.

## Varianti in altre lingue
- Catalano: Anunciació
- Galiziano: Anunciación
- Portoghese: Anunciação

## Origine e diffusione

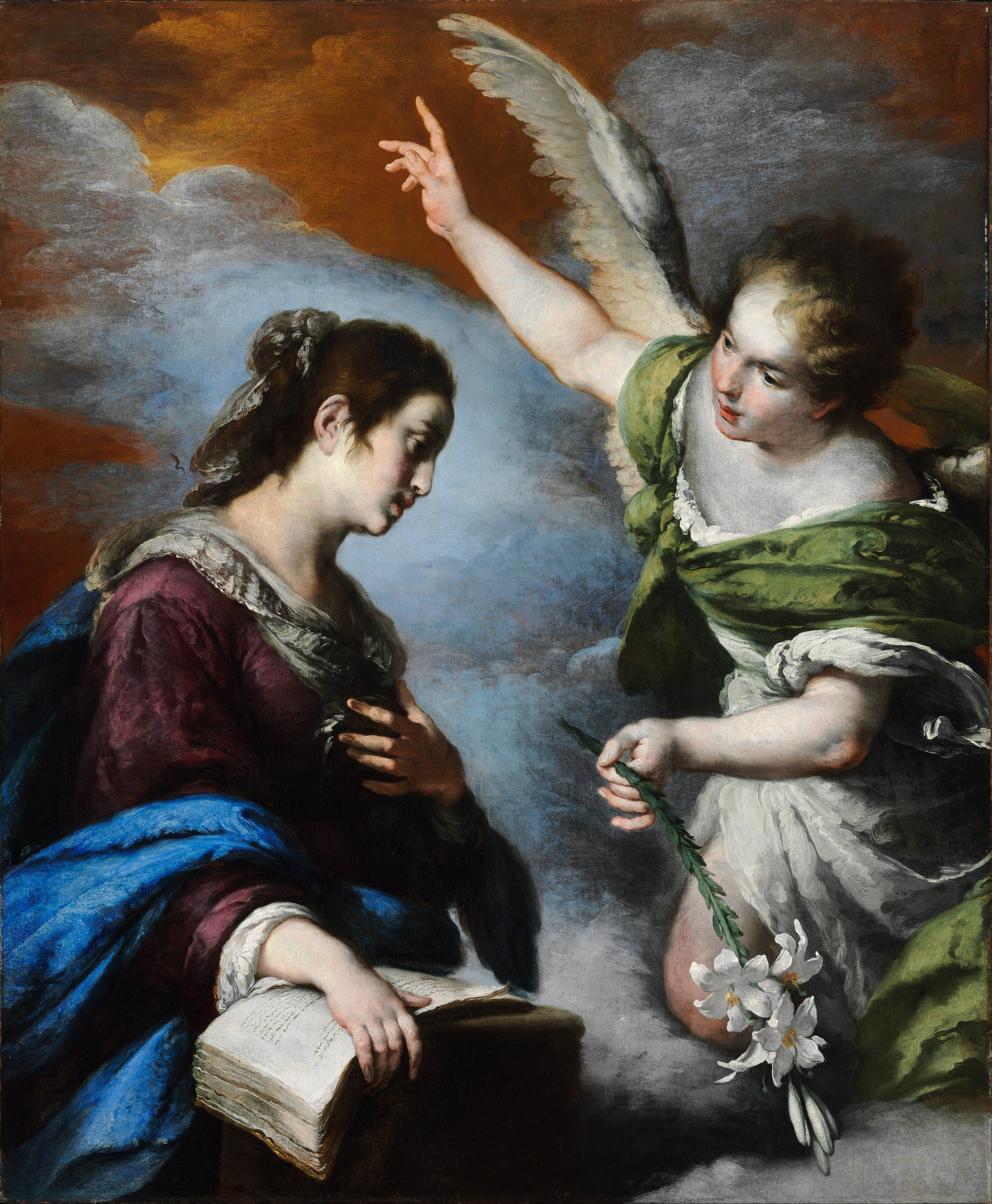
L'Annunciazione, di Bernardo Strozzi

Significa letteralmente "annunciazione" in spagnolo. Analogamente all'italiano Annunziata, si tratta di un nome legato alla devozione verso la Madonna, riferito all'evento biblico dell'Annunciazione.

## Onomastico
L'onomastico viene festeggiato il 25 marzo per la festa dell'Annunciazione.